# 电臀舞

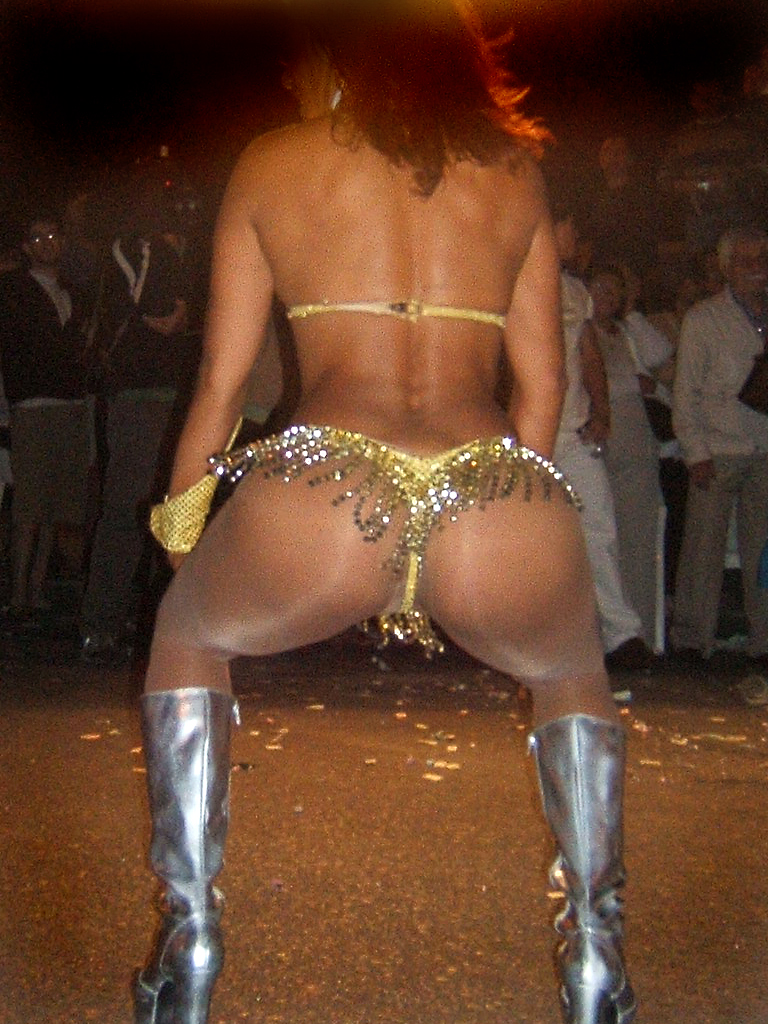
一个在舞台上跳电臀舞的脫衣舞孃

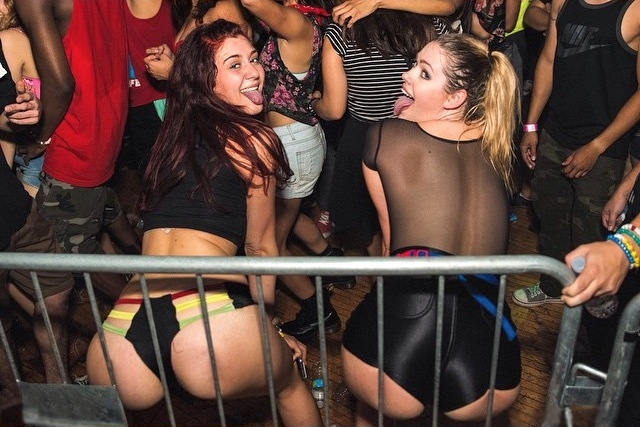
兩個在派對跳电臀舞的女人

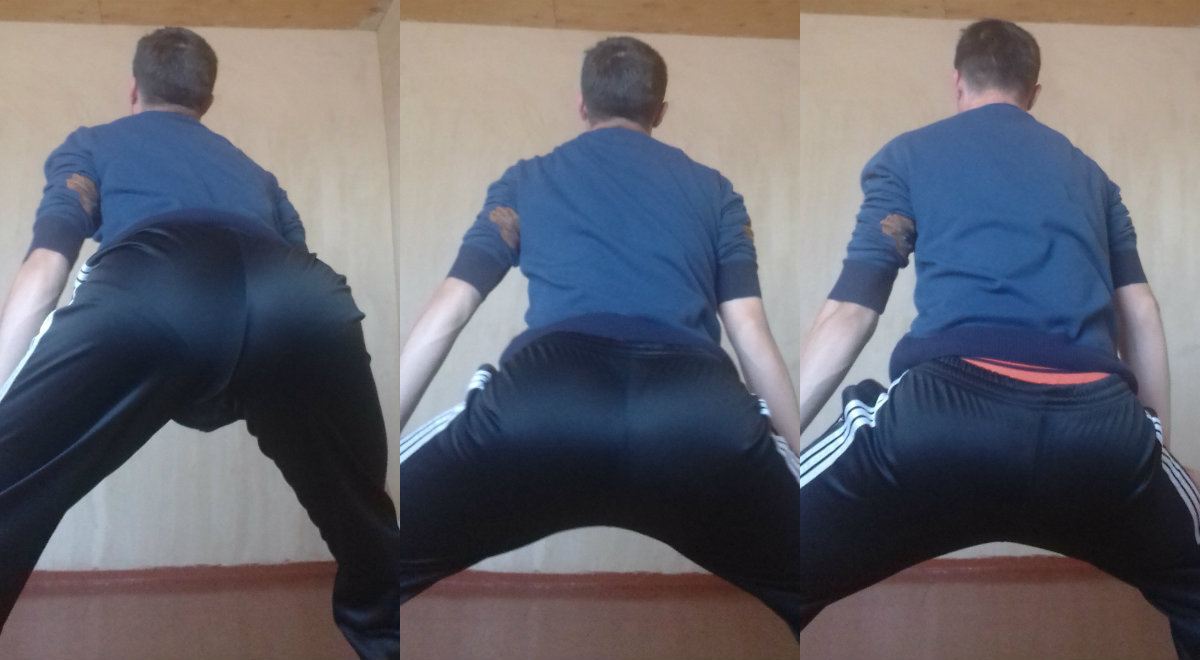
一个在跳电臀舞的男人

电臀舞（英語：Twerking）是一种1980年代末在新奧爾良嘻哈音乐“Bounce music”興起的一種舞蹈。它在非洲僑民中發現的其他類型的舞蹈中具有更廣泛的起源，這些舞蹈源自中非講班圖語的非洲人。舞蹈主要但並非全部由女性單獨表演，表演者以一種性挑釁的方式跟著流行音樂的節拍跳舞，包括將臀部向後拋或向後推或搖晃臀部，通常採取低蹲姿勢。電臀舞是新奧爾良嘻哈風格特有的招牌动作之一，被稱為“Bounce”。
這種舞蹈的傳播更早地通過當地派對開始，最終在脫衣舞俱樂部、主流嘻哈音樂的MV（歌詞有時也會出現“Twerk”、“Twerking”或和電臀舞動作相關形容詞）、和以說唱音樂或節奏藍調為特色的有線電視節目普及。自從社群媒體出現以來，YouTube等熱門影片分享平台引發了人們的興趣。

## 风格
电臀舞是欧美非常流行的一种舞蹈，与瑞奇·马汀、COCO李玟引领的“电动马达”最大不同在于，“电动马达”偏向拉丁风格，只是臀部左右、前后扭动，而“电臀舞”则要在臀部带动下，让整个身体像“水母”般上下、前后舞动起来，大跳性感电臀舞。

## 动作
电臀舞最大的挑战好几个8拍的“电动马达”电臀舞招式，生怕太过紧张，节拍错乱，处理不好就会让性感电臀舞变成搞笑抽筋。

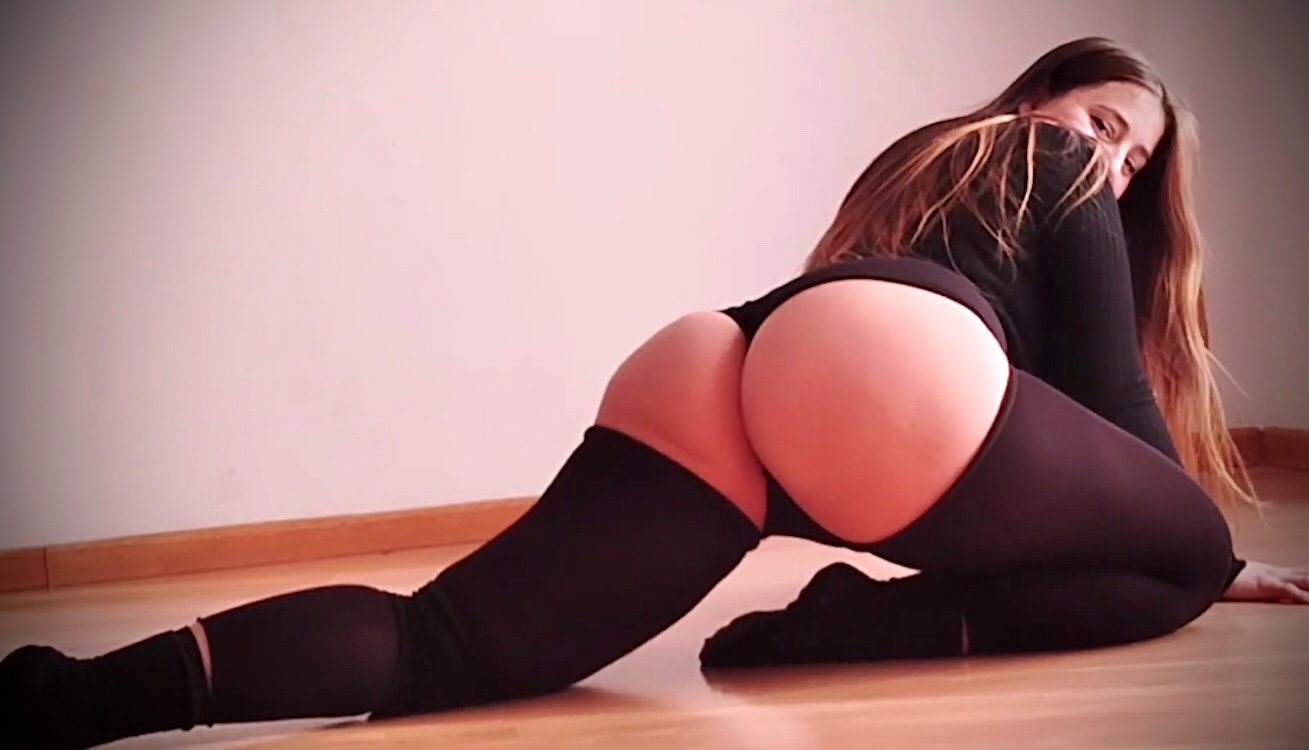
一个在地上跳电臀舞的伊朗女子。因她的臀夠豐厚，所以能做出臀部拍手的動作並且能拍出“掌聲”

除了前后扭动搖晃臀部外，“clapping”或“booty clapping”（臀部拍手）也是电臀舞的一種。即上下彈跳令你的臀肌因彈跳而拍出類似拍手的聲音，就像手掌互拍發出掌聲一樣，大部份情況下只有豐厚又翹的臀部才能拍出“掌聲”。

## 意义
因為电臀舞在脫衣舞俱樂部、嘻哈音乐甚至色情作品的刻板印象，大部份跳电臀舞的表演者不是穿着暴露就是裸體（服飾配搭通常以短褲短裙、緊身褲、比基尼等為主；脫衣舞孃或色情演員通常以情趣內衣或泳衣、G弦褲、丁字褲、高踭鞋等為主）。
但其實跳电臀舞的目的才是最重要的，电臀舞不一定有性暗示，也可以將其作為普通舞蹈学习，所以在互聯網上有許多人製作相關影片將其作為普通舞蹈学习。
学习电臀舞，不仅在外形上得到良好的训练，对心灵更是一种美的陶冶。多年来的实践验证，学习电臀舞的女孩经过长期地、专业地、系统地训练后，她们的身体外形会向理想的方向发展。与其他女孩相比，身材更挺拔、修长、曲线玲珑，举手投足间表现出优雅的感觉，无疑电臀舞学习可以给你带来很多的益处。